# Cebrio gigas
Espèce
Cebrio gigas est une espèce d'insectes coléoptères de la famille des élatéridés que l'on rencontre du nord-est de l'Espagne en passant par le Midi de la France et dans certaines zones continentales d'Italie, ainsi qu'en Sicile.

## Description
La tête et le prothorax de Cebrio gigas sont noirs avec des reflets métalliques, ainsi que les antennes. Celles-ci sont longues avec onze articles et recouvertes de pilosité. Les élytres sont de couleur brun clair et recouverts d'une pilosité claire. Les pattes sont noires, sauf les cuisses, jaunes. Les angles postérieurs du prothorax sont formés d'une pointe marron bien visible de chaque côté. 

## Reproduction
Les mâles sont les seuls à voler et être visibles, les femelles restent dans la terre dans des trous à côté desquels les mâles se rassemblent pour les féconder.

## Synonymes
- Cistela gigas Fabricius, 1787
- Hammonia latreillei Leach, 1824
- Cebrio longicornis Olivier, 1790
- Cebrio promelus Leach, 1824